# Exacum tenue
Exacum tenue là một loài thực vật có hoa trong họ Long đởm. Loài này được (Blume) Klack. mô tả khoa học đầu tiên năm 2006.